# Тёмная лошадка
Тёмная лошадка (англ. Dark horse) — неожиданно сильный кандидат или претендент на победу, чья претензия на победу ранее не обсуждалась.

## Происхождение
Термин происходит из конного спорта, где тёмной лошадкой называли неожиданного победителя в скачках. Наиболее ранее известное упоминание находится в романе Бенджамина Дизраэли «Молодой герцог»: «Тёмная лошадка, о которой никто и подумать не мог, которую беспечный герцог Сент-Джеймс даже не замечал в списке, триумфально промчалась мимо трибун».

## В политике
- Барак Обама в 2008 году был молодым (47 лет), не обладающим большим политическим опытом и известностью кандидатом на пост президента США. До этого президентами становились губернаторы штатов, вице-президенты, лидеры фракций в Сенате. Обама же к началу гонки был всего лишь сенатором от Иллинойса, в середине своего первого срока в Сенате[2][3][4][5].
- Владимир Путин до 1999 года не участвовал в публичной политике, например, в качестве кандидата на муниципальных или федеральных выборах, и не был знаком широкой аудитории. В 1999 году Путин был назначен председателем Правительства РФ, а в конце года стал исполняющим обязанности Президента[6][7][8].
- Альберто Фухимори в 1990 году был профессором Национального сельскохозяйственного университета Перу и вёл малопопулярную научно-просветительскую передачу на одном из государственных каналов. В том же году он основал свою партию и победил на президентских выборах, где фаворитом являлся Марио Варгас Льоса, известный писатель, победивший в первом туре[9][10][11][12].